# Haliclystus monstrosus
Haliclystus monstrosus är en nässeldjursart som först beskrevs av Nikolai Alexsandrovich Naumov 1961.  Haliclystus monstrosus ingår i släktet Haliclystus och familjen Lucernariidae. Inga underarter finns listade i Catalogue of Life.